# Limonén
A limonén a terpének közé tartozó szerves vegyület. Vízben oldhatatlan, alkohollal elegyedik. Színtelen folyadék szobahőmérsékleten, erős narancsszaggal. A citrom és más citrusfélék nagy mennyiségben tartalmazzák. Innen a neve: limon franciául citromot jelent.
A limonén királis molekula, a természetben gyakran előfordul. A (+)-limonén (D-limonén) a narancsolaj fő alkotórésze (90%), ez az (R)-enantiomer (CAS szám 5989-27-5, EINECS szám 227-813-5).
A (–)-limonén megtalálható a nemesfenyőolajban és az amerikai borsmentaolajban.